# Ti ricordi di me? (film)
Ti ricordi di me? è un film italiano del 2014 diretto da Rolando Ravello.
Il soggetto è tratto dall'omonima commedia teatrale scritta da Massimiliano Bruno e che gli stessi protagonisti del film, Edoardo Leo ed Ambra Angiolini, avevano interpretato con successo in teatro per più stagioni.

## Trama
Beatrice fa la maestra elementare, veste in modo vintage, soffre di narcolessia ed è fidanzata con Amedeo, un uomo molto facoltoso più grande di lei. 
Roberto lavora come commesso in un supermercato, scrive favole nere che mescolano la fantasia alla cruda realtà ed è cleptomane. I due si incontrano davanti allo studio della psicoterapeuta presso la quale sono in cura e dopo un lungo corteggiamento da parte di lui, si conoscono e si innamorano. Bea, oltre ad essere narcolettica, è anche vittima di gravi amnesie che si scatenano in occasione di particolari stress emotivi e che cancellano totalmente dalla sua memoria tutto ciò che è avvenuto fino a quel momento. Per questo motivo non si separa mai da un grande libro rosso dove appunta tutti gli eventi della sua vita.
Proprio mentre stava trovando grande giovamento dai suoi disturbi grazie alla frequentazione di Roberto, Beatrice viene turbata dalla scoperta che il proprio fidanzato la tradisce, cade in narcolessia e perde la memoria. All'insaputa di Roberto, che è stupito e deluso dal non vederla più agli incontri della terapia di gruppo, Beatrice viene ricoverata in una clinica dove le ricostruiscono artificialmente la memoria.
Roberto la incontra mesi dopo al supermercato dove lavora, trovandola cambiata. Vinta la iniziale ritrosia di lei che non ricorda nulla, Roberto riesce a riconquistarla e a fidanzarcisi.
Dopo sei anni di unione, un figlio e una casa tutta loro, la loro storia sembra andare per il meglio. Ma Bea, guarita dalle sue fobie al punto da non sentire più il bisogno di portare con sé il libro rosso con tutta la sua memoria, improvvisamente ha una nuova amnesia e scompare, lasciando Roberto disperato.
Circa un anno più tardi, grazie all'amico Francesco, poliziotto addetto al controllo passaporti, Roberto riesce a rintracciare Bea. Ora è in Svizzera, tornata con il suo ex Amedeo, che ha approfittato dell'ultima amnesia per riconquistarla. Roberto decide così di partire, portando con sé il librone delle memorie di Bea. Giunto in Svizzera scopre che il suo figlioletto Ruben aveva staccato tutte le fotografie della madre, tranne una. Arrivato nell'ufficio in cui Bea lavora per l'azienda orologiaia del fidanzato, questa non si ricorda di Roberto, che, dopo una strampalata richiesta con rimandi al suo mondo favolistico, se ne va sconsolato. Bea, pur non ricordando nulla, in qualche modo è comunque colpita, e osservando dalla finestra Roberto che attraversa le strisce pedonali ha un déjà vu e gli corre incontro. Roberto, resosi conto che Bea potrà amarlo di nuovo, le offre un gelato caffè e limone, lo stesso col quale la riconquistò dopo la prima amnesia.

## Produzione
È stato prodotto dalla Lotus Production e da Marco Belardi.
Il film è stato girato a Roma e a Tagliacozzo (AQ) nell'estate 2013.

## Distribuzione
È stato distribuito nei cinema italiani dalla 01 Distribution, a partire dal 3 aprile 2014.
Il film ha incassato 730000 €.

## Riconoscimenti
- 2014 - Nastro d'argento
  - Nomination Migliore attore protagonista a Edoardo Leo